# Cephalophus weynsi
Cephalophus weynsi або Дуїкер Вейнса — вид парнокопитних ссавців родини Бикові (Bovidae). Це невелика антилопа, що живе у ДР Конго, Уганді та західній Кенії. Дорослі дуїкери цього виду в середньому мають висоту в плечах 43 см і вагу 33 кг. Вони рівномірно рудого кольору. Дуїкер Вейнса мешкає на рівнинах та у гірських тропічних лісах.